# Patrizio Gambirasio
Patrizio Gambirasio (* 23. Januar 1961 in Calusco d’Adda, Provinz Bergamo) ist ein ehemaliger italienischer Radrennfahrer. Er war von 1983 bis 1989 Profi.

## Sportlicher Werdegang
Er konnte 1981 den Gran Premio di Carnago als Amateur gewinnen. Im Jahr darauf war er bei der Coppa Fiera di Mercatale und bei Mailand-Busseto erfolgreich. Er konnte die 5. Etappe der Internationalen Friedensfahrt für sich entscheiden und belegt in der Gesamtwertung Platz 53.
1983 startete er seine Profikarriere bei Gis-Gelati. In den ersten Jahren konnte er kein Erfolge feiern. 1985 wurde er Dritter auf der 9. Etappe des Giro d’Italia. 1986 wurde er beim Giro d’Italia auf der 11. und 18. Etappe jeweils Achter. 1987 wurde der Fünfter bei der Coppa Bernocchi. 1988 feierte er seinen größten und einzigen Profisieg auf der 17. Etappe des Giro d’Italia. Er beendete seine Profikarriere nach der Saison 1989.

## Erfolge
1988
- eine Etappe Giro d’Italia

## Grand-Tours-Platzierungen
| Grand Tour            | 1984 | 1985 | 1986 | 1987 | 1988 | 1989 |
| --------------------- | ---- | ---- | ---- | ---- | ---- | ---- |
| Vuelta a EspañaVuelta | 92   | –    | –    | –    | –    | –    |
| Giro d’ItaliaGiro     | –    | 135  | 137  | DNF  | 120  | 141  |
| Tour de FranceTour    | –    | DNF  | –    | –    | –    | –    |